# Monasterios mendicantes de Tlaxcala
En 1524 los frailes franciscanos llegaron a tierras de Nueva España, a hacer su misión evangelizadora.Los primeros famosos "doce", con fray Martin de Valencia a la cabeza, crearon la provincia del Santo Evangelio y escogieron cuatro puntos estratégicos para iniciar su labor, México, Texcoco, Tlaxcala y Huejotzingo, donde fundarían los cuatro primeros conventos de México y en los que se repartieron ellos mismos.Salió designado para Tlaxcala, como guardián del monasterio que allí se fundaría, fray García de Cisneros, acompañado por fray Martín de la Coruña y fray Andrés de Córdoba. Llegaron a Ocotelulco a mediados de 1524 y se alojaron en unos salones del palacio del cacique Maxicatzin, los cuales se sabe les fueron facilitados por espacio de tres años, mientras construían su primitivo monasterio. Al respecto, fray Toribio de Benavente, Motolinia, anotó: "tenía este señor grandes casas y muchos aposentos, y aquí en una sala baja tuvieron los frailes menores su iglesia tres años.

## Conventos

Conventos del Estado de Tlaxcala
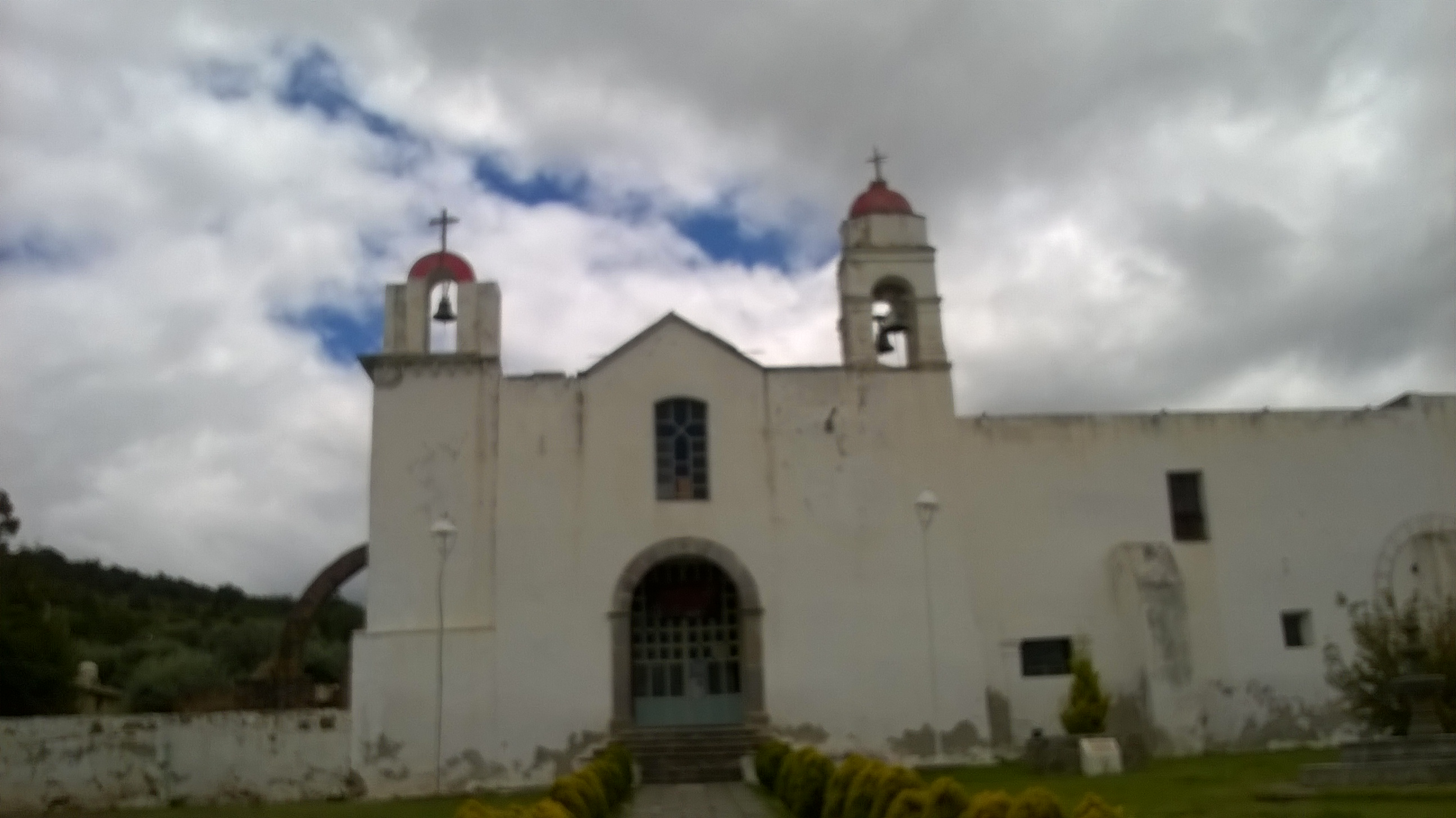
Convento de San Juan Bautista Atlangatepec
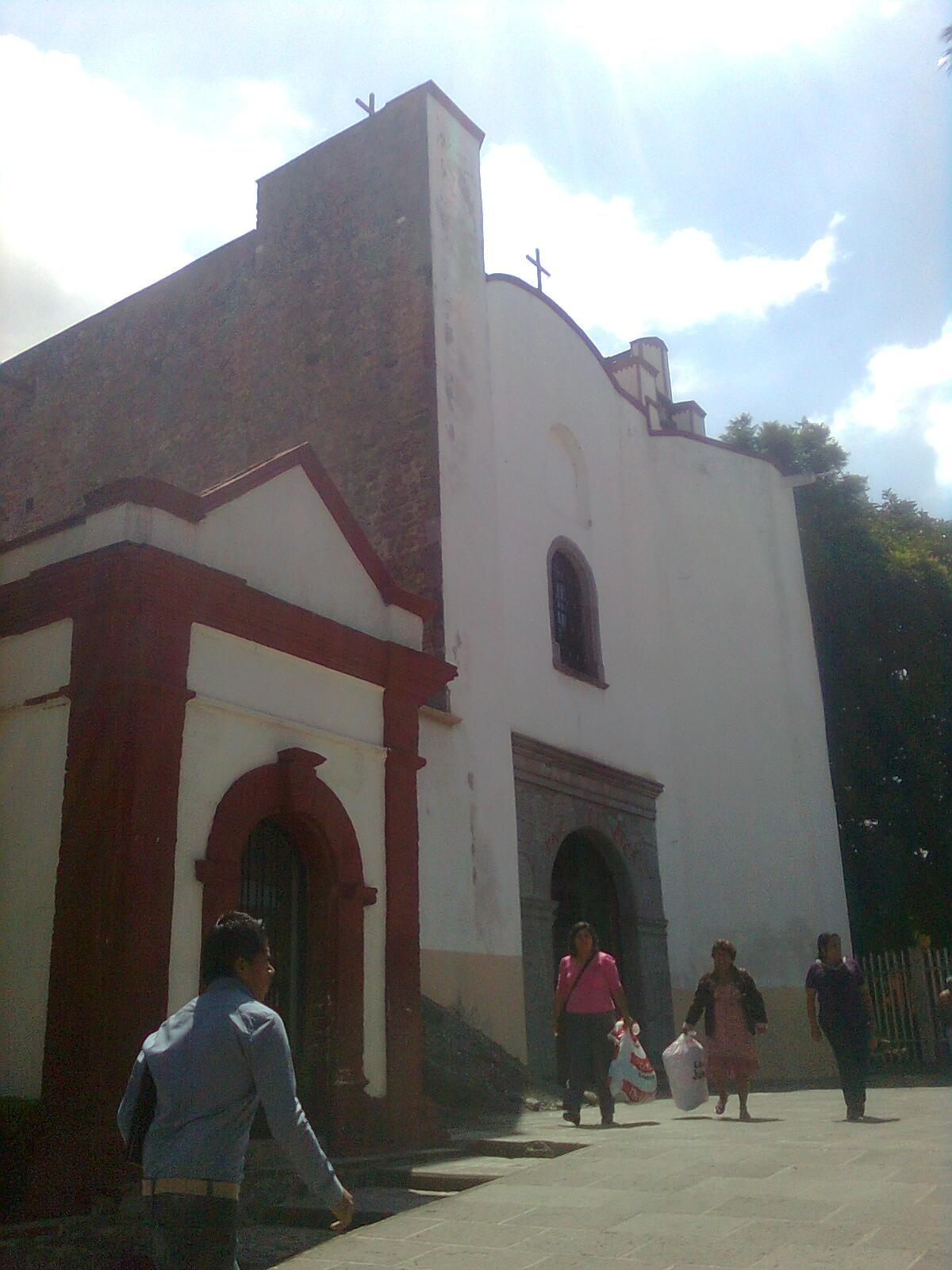
Convento de Nuestra Señora de los Ángeles Chiautempan
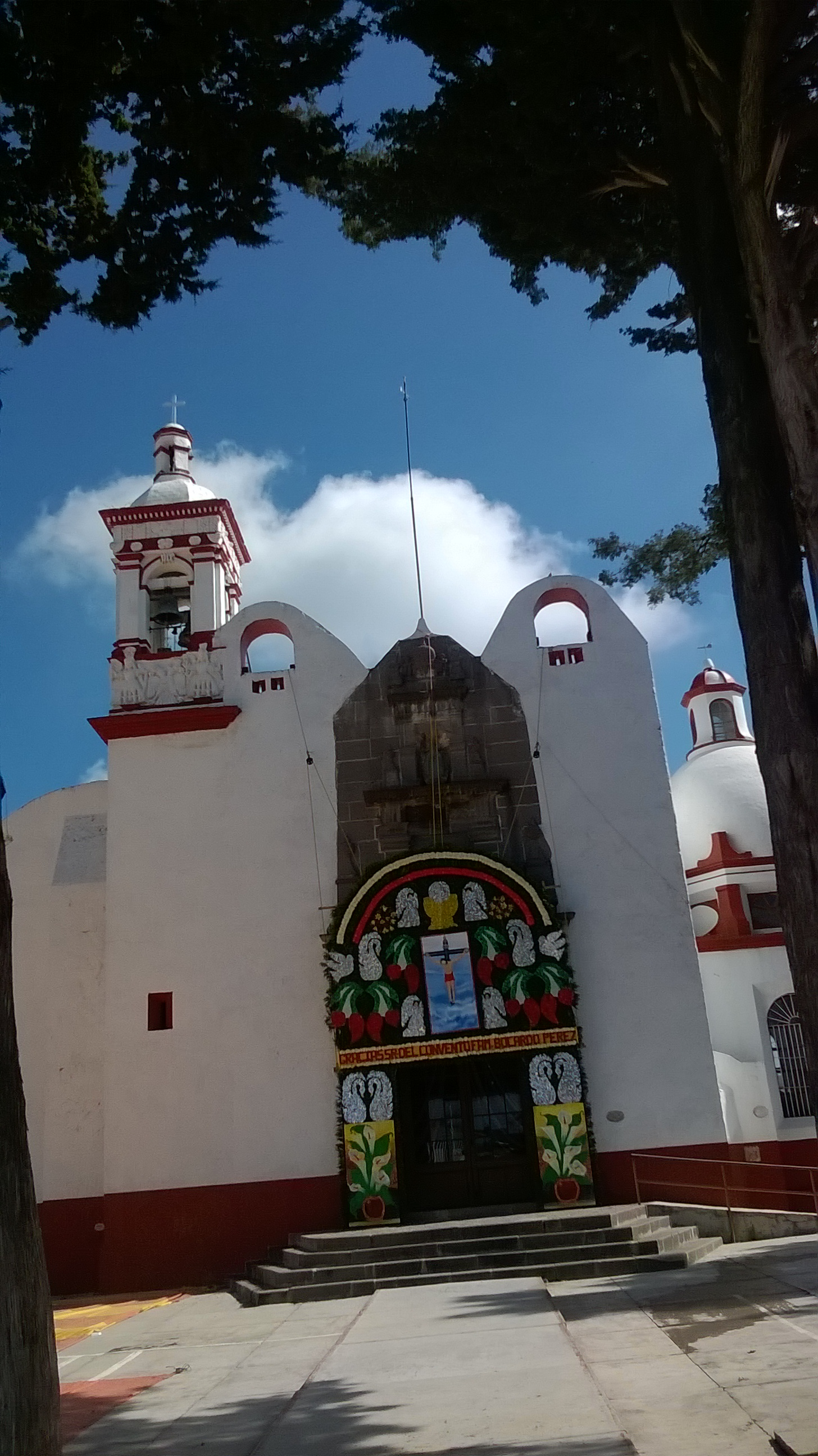
Convento de San Ildefonso y Guadalupe Hueyotlipan
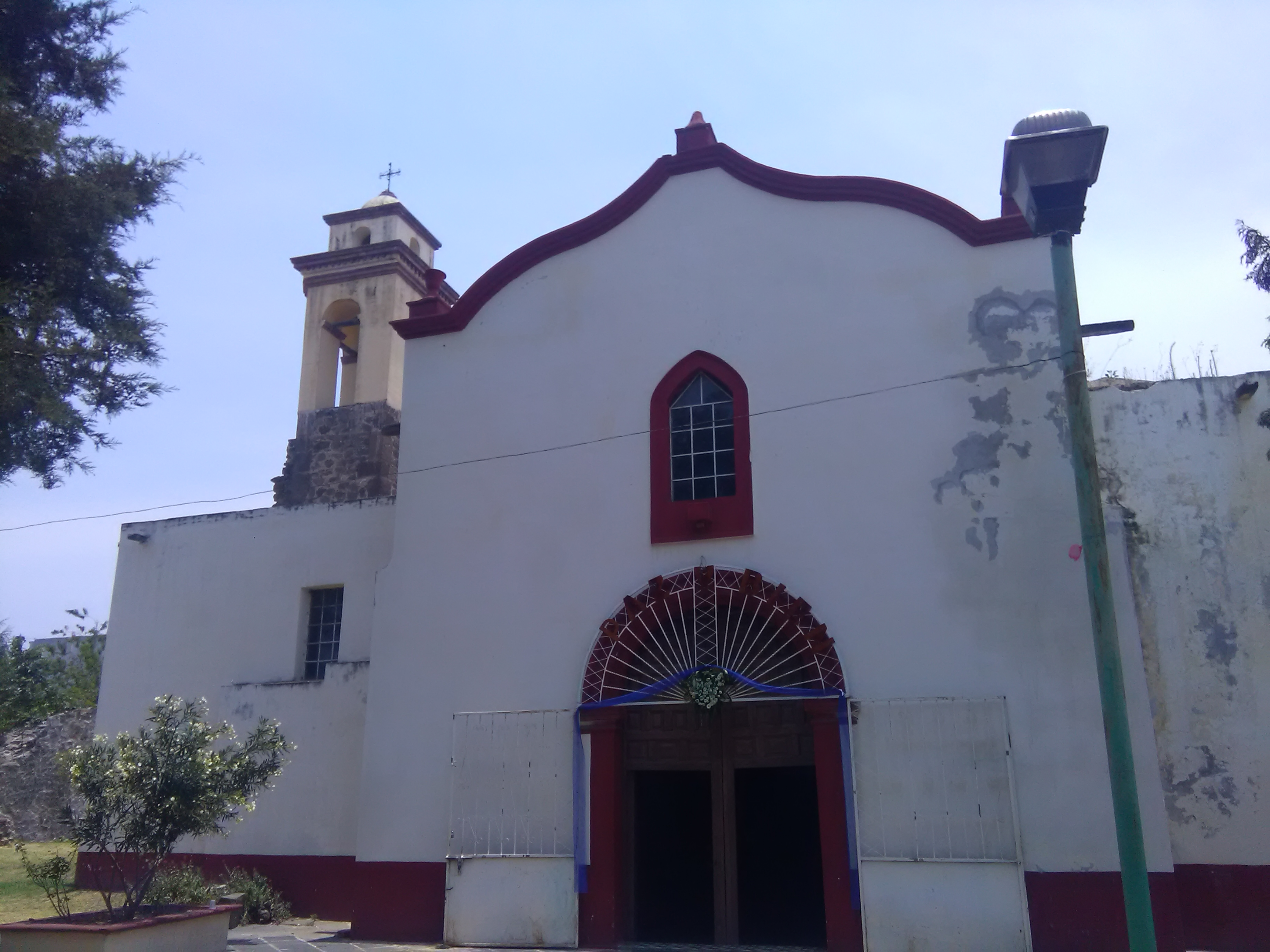
Convento de San Felipe Ixtacuixtla
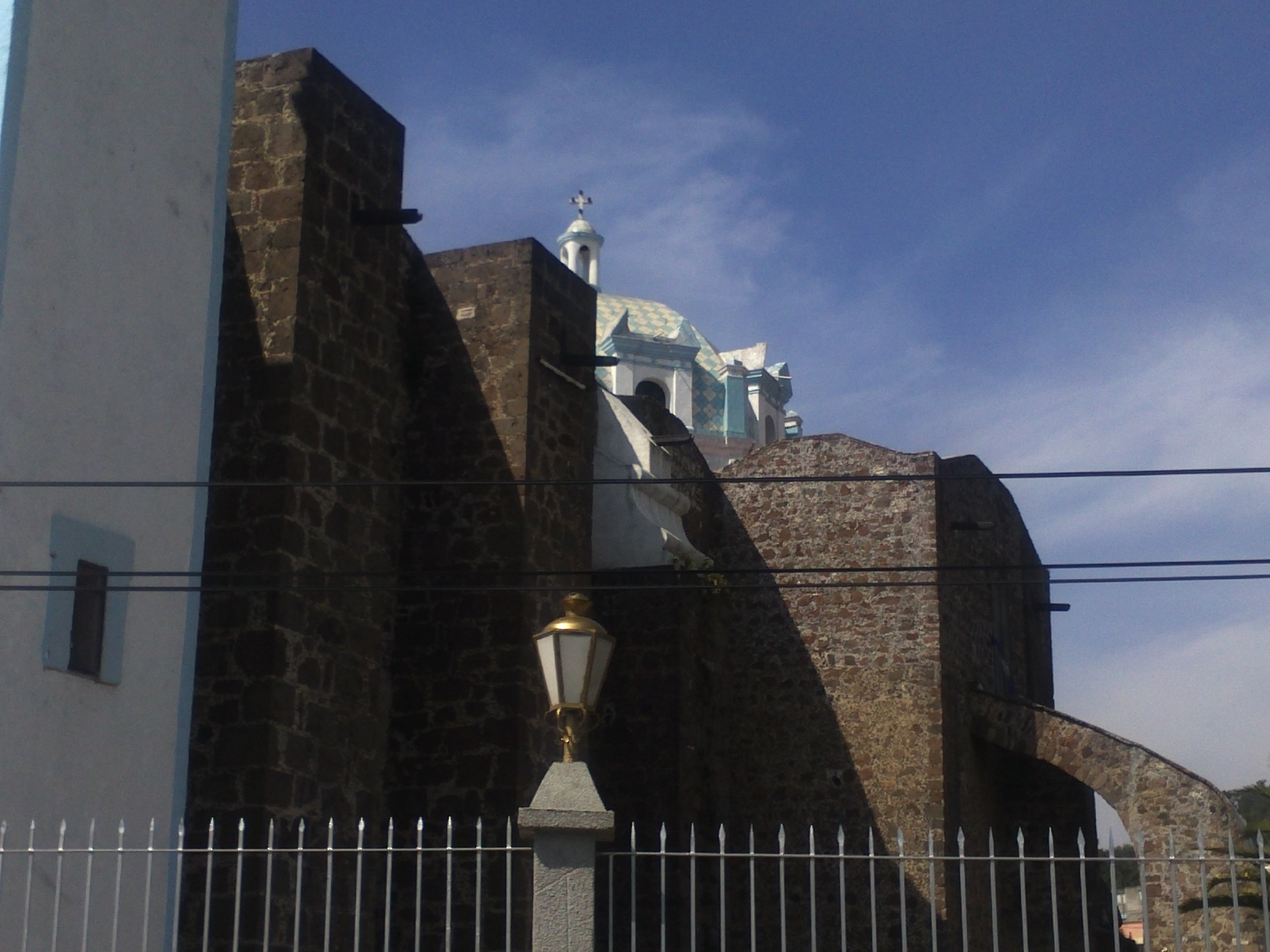
Convento de Santa María Nativitas
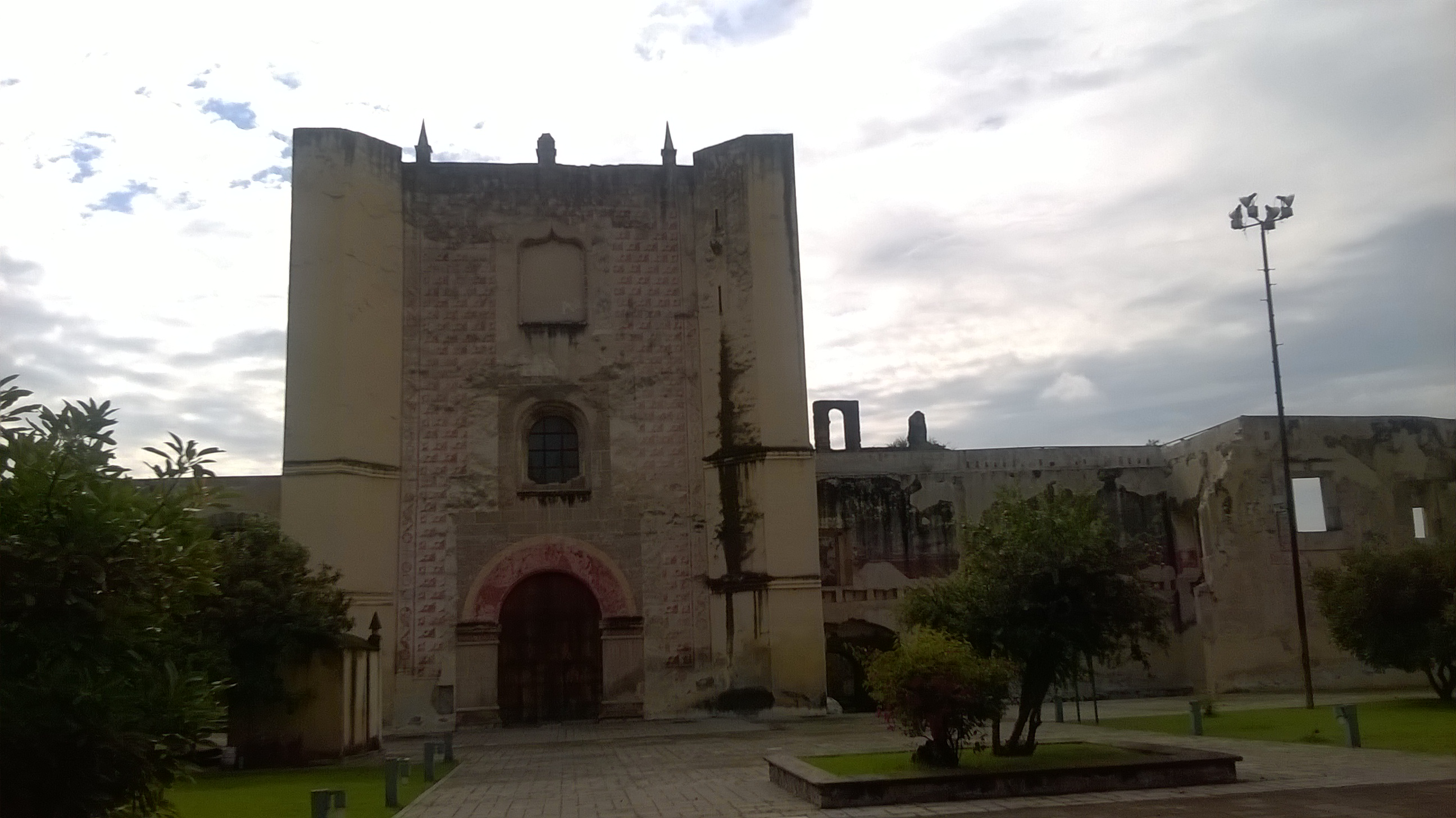
Convento de San Francisco de Asís Tepeyanco
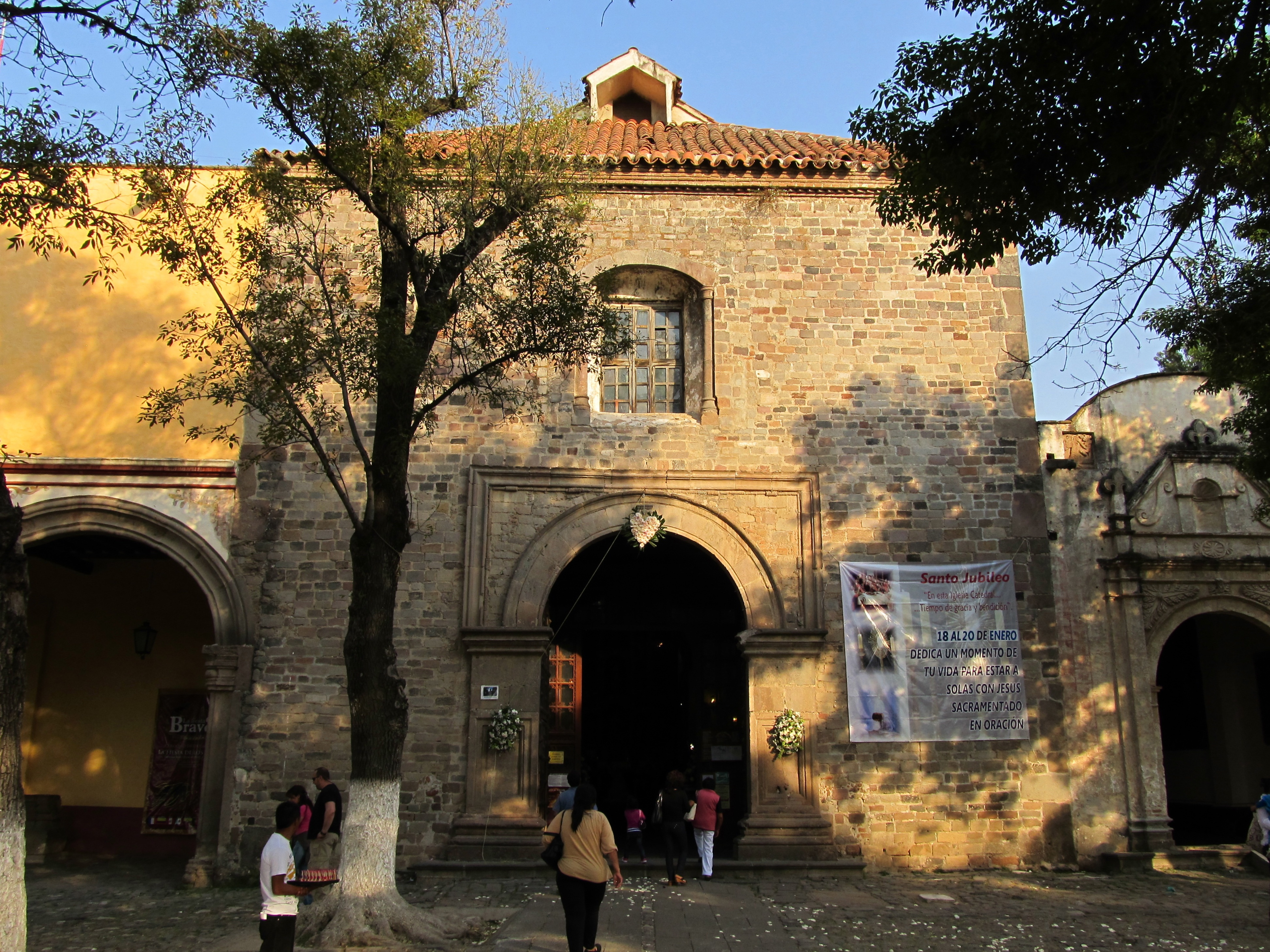
Convento de Nuestra Señora de la Asunción Tlaxcala de Xicohténcatl
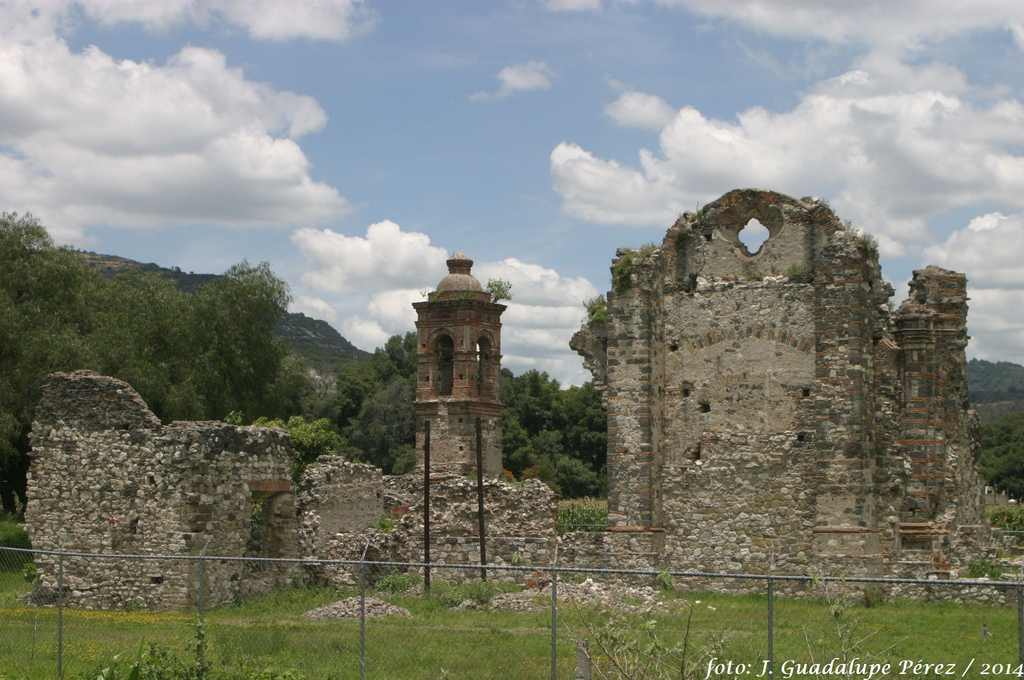
Convento de Nuestra Señora de las Nieves Totolac
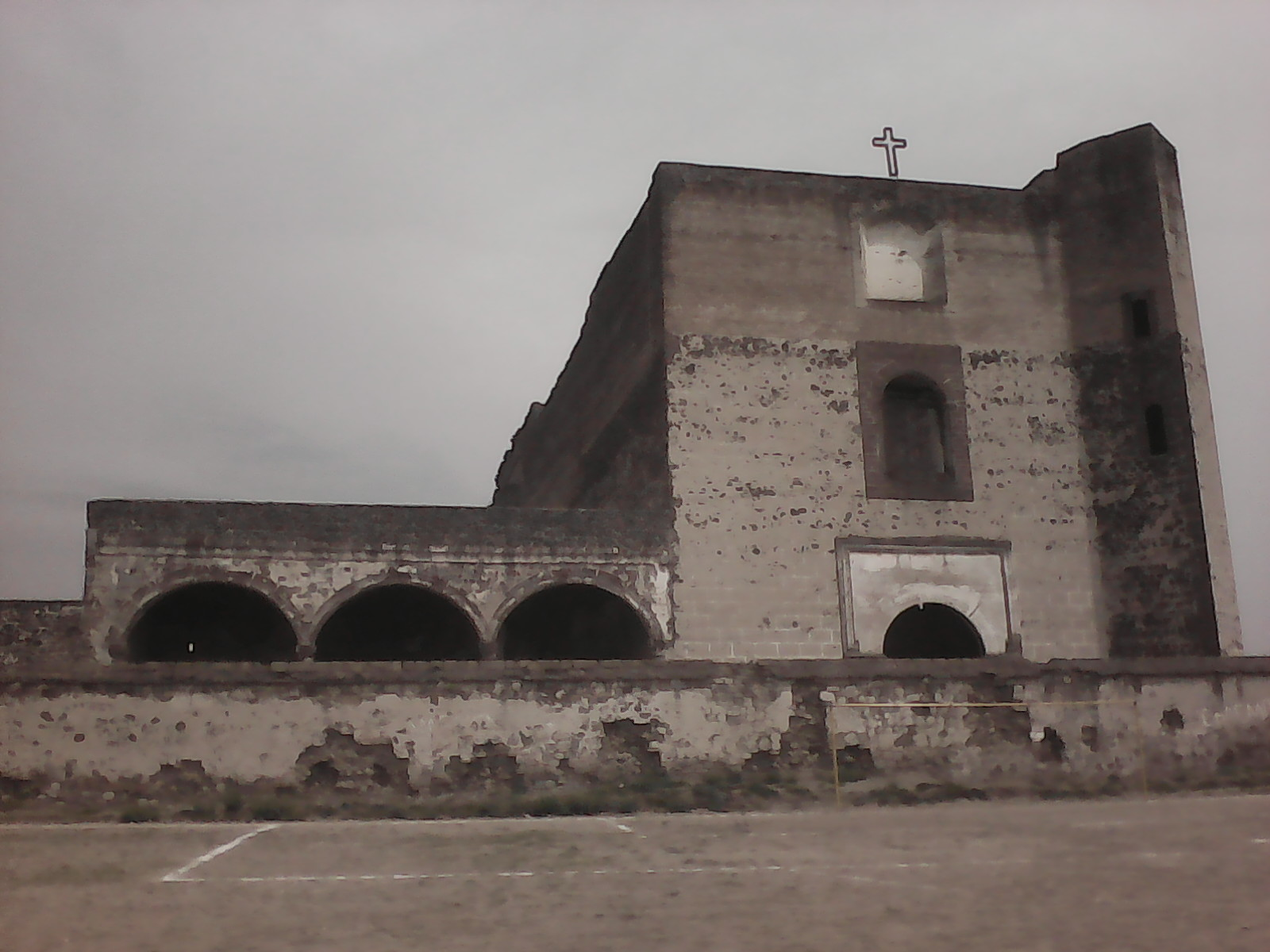
Convento de Santa María de la Concepción Yauhquemehcan

### Monasterio e Iglesia de Santa María Texcalac
No se ha podido determinar la fecha de su construcción, pues no se menciona en los documentos del siglo XVI; sin embargo, se estima que la construcción con muros de piedra y fachada principal aparente, data de aquellos años. El inmueble se encuentra en ruinas. La fachada y portada presentan la ventana ajimezada del coro, encuadrada en un elegante alfiz. Existen restos de una torre lateral izquierda. En el conjunto, destaca la iglesia de proporciones medianas y techo de viguería; el acceso consta de dos columnas rematadas con un arco de medio punto en piedra labrada. Del antiguo claustro queda el terreno y algunos muros, donde se pueden ver los arranques de los arcos.

### Convento de San Juan Bautista (Atlangatepec)
Se construye en 1574 aproximadamente, es un convento Franciscano hecho de piedra y xalnene principalmente; cubierto de viguería tejamanil así como terrado en forma plana. La fachada es de aplanado blanco y a un costado se encuentra un tambor octagonal con cúpula que remata en una linternilla. Conserva un pequeño atrio, así como unas cubiertas de viguería y otras con losas de concreto; las cubiertas de los corredores o pasillos se encuentran en mal estado. Posee también un claustro colectoría. Se localiza en la calle 5 de mayo frente a la plaza PRINCIPAL, este convento fue secularizado en el año de 1640, en aquel tiempo fue de gran importancia ya que era uno de los puntos en el camino México-Veracruz y también un centro de atención, pues impartía servicios litúrgicos a los pueblos de Mimiahuapan, Tetla, Tlaxco, San Agustín. Actualmente se utiliza como oficinas parroquiales.

### Convento de San Simón y San Judas (Calpulalpan)
La Iglesia y el convento de Calpulalpan se encuentran bajo la advocación de San Antonio de Padua, San Simón y San Judas, aunque aparecen esculpidos en la fachada de la Iglesia sobre el tercer cuerpo, han quedado olvidados a pesar de ser los nombres cristianos de aquella población. En la archivolta se descubre chalchihuites y guías con elementos propios de la cultura mexicana. Las dos torres también son de tres cuerpos, la del norte es la original, la otra fue construida en 1940-42. La nave tenía bóveda de medio cañón, pero el incendio provocado por los carrancistas en 1915 lo destruyó, por ello, años más tarde se construyó una bóveda plana de ladrillos.
Después de haber sido tan rico, el interior es de los más pobres, tanto el retablo como las imágenes religiosas, todo lo que se encontraba en el interior se incineró durante la revolución. Parroquia de San Antonio de Padua. El retablo destruido no era el original, más bien se colocó a fines del siglo XVIII y principios del siglo XIX. Era de estilo neoclásico, semejante al que se conserva en la actualidad en la capilla de la Tercera Orden. El primer retablo era barroco, estaba decorado en oro, incluía pinturas al óleo y esculturas de madera en bulto, un fragmento de él se conserva en buen estado, el que tiene actualmente es del segundo cuarto de este siglo.

### Convento Franciscano de Nuestra Señora de los Ángeles (Chiautempan)
El monasterio se edificó entre los años de 1564 y 1585. También es conocido como del Padre Jesús; se encuentra dividido en un claustro bajo y alto. El claustro bajo en el que dos contrafuertes enmarcan una fachada austera del templo típica de la orden franciscana, resaltan arcos de medio punto peraltados sobre columnas toscanas y una capilla posa donde se colocaba la custodia durante la procesión de Corpus Christi. El claustro alto, ocupado por una congregación de padres escolapios, posee arcos peraltados y rebajados sobre columnas toscanas en el primer y segundo nivel. En los muros de los corredores lucen capillas hornacinas neoclásicas y cuadros con pinturas al óleo de motivos de la orden, provenientes de los siglos XVII y XVIII. 
El interior fue techado con viguería, sin embargo durante el siglo XVII se cambia por una cubierta de forma abovedada a cañón corrido. Dicha bóveda está decorada con temas florales en dorado por la parte de adentro. La cabecera de forma polígonal que se Entrada principal del ex-convento Franciscano. encuentra precedida por un altar tipo neoclásico, remata la planta románica, que ha sido modificada con una capilla lateral donde se venera a Jesús Nazareno, y en donde se aprecian los retablos neoclásicos.
Destaca con igual belleza una pila bautismal monolítica, donde se encuentran grabados de inspiración indígena llamado: "arte tequetqui", y posee también, un coro hecho de viguería en madera.

### Ex-convento de San Luis Obispo (Huamantla)
La construcción de este convento franciscano se terminó hacia 1585. Parte del conjunto arquitectónico es la Capilla Abierta de San Luis, caracterizada por sus grandes dimensiones y cuya estructura consta de cinco arcos de medio punto, sostenidos por columnas toscanas de capitel dórico, con doble crujía.

### Convento de San Ildefonso y de Guadalupe (Hueyotlipan)
Procede del siglo XVI. Su fachada es manierista por la combinación de estilos, sobresale la ventana circular del coro y una imagen de la Virgen de Guadalupe. La torre, original y única, está decorada con figuras de argamasa. Tiene dos ángeles que sostienen el emblema de la Casa de Austria, cuna de varios reyes españoles, entre otros Carlos V.
La planta arquitectónica se cambió para hacerla de cruz latina y el techo es un artesonado de viguería. En los extremos se observan dos pinturas anónimas y confesionarios del siglo XIX, así como un par de altares neoclásicos correspondientes a los transeptos. Convento de San Ildefonso.
"El retablo principal, también neoclásico, muestra las imágenes de San Ildefonso y la Virgen de Guadalupe, conservando el juego estilístico un cancel y las puertas de la sacristía, que llevan discos con campanas. Un órgano, presumiblemente gótico, forma parte del barandal del coro, lo cual es poco usual en las iglesias de Tlaxcala.

### Ex-convento de San Felipe Ixtacuixtla
Se construye a partir de una petición del cabildo en 1554, en la cual proponían cuatro emplazamientos: Ixtacuixtla, Hueyotlipan, Huamantla y Atzoman; esta última fue abandonada a favor de Santa Ana Chiautempan.
En 1585, el convento de San Felipe ya se había terminado de construir, pero la iglesia estaba en proceso, mientras tanto la capilla abierta cumplía con las funciones de esta. A principios del siglo XVII, los frailes del convento de Ixtacuixtla, atendían a los pueblos cercanos de La Trinidad, San Pedro, San Mateo, San Cristóbal, Santa Ana, Santa Inés y Santa Justina, estas poblaciones menores contaban con sus iglesias de visita. En el convento vivían tres religiosos que se sostenían de limosnas que les daban.

### Convento de Santa María Nativitas
La forma de su planta es rectangular, con ábside polígonal y contrafuertes escalonados en las aristas del polígono; fue fundada entre los años 1569 y 1570. De la iglesia franciscana de este lugar quedan unos cuantos murallones carcomidos por el tiempo y la rapiña. Todo el sitio ocupado por los antiguos edificios monásticos, inclusive la iglesia, han sido fraccionados y adjudicados a particulares. A juzgar por lo poco que queda, la iglesia debió de ser de buenas proporciones. Era de planta rectangular terminada en cabecera polígonal. Los vallentes contrafuertes escalonados que sostienen y refuerzan las aristas del polígono terminal parecen indicar que esta iglesia debió de estar cubierta, en este solo lugar, con bóveda de crucería. En la proximidad al ingreso del templo parroquial actual, se ve todavía hoy una antigua pila bautismal orlada con el cordón franciscano que debió de pertenecer al antiguo convento.

### Ex-convento de San Francisco de Asís (Tepeyanco)
El monasterio y el templo fueron edificados en el año de 1554; la iglesia, claustros alto y bajo, así como dormitorios y celdas, fueron construidas en 1558.
La portada del templo, de tipo iglesia-fortaleza, fue coronada con almenas ornamentales, y las dos ventanas de la fachada hablan de sus etapas de construcción: una a mediados y otra a finales del siglo XVI. El arco de entrada es de medio punto y lo recorren finas molduras, el interior está cubierto por una bóveda de medio cañón, cuya cabecera es poligonal. En el exterior hay contrafuertes, lo que hace suponer que la primera bóveda fue de crucería o nervaduras.En algún tiempo el atrio conventual fue cementerio, y en su extremo norte subsisten los arcos de lo que fue la capilla abierta o de indios. Del antiguo convento solo quedaron ruinas, y hace poco se inició su restauración.

### Ex-convento de San Francisco, Catedral de Nuestra Señora de la Asunción (Tlaxcala)
El conjunto arquitectónico se ve desde las goteras de la ciudad, pues como ha señalado con acertada expresión Miguel Nicolás Lira: "Cuando el viajero llega a Tlaxcala por la ruta de San Martín Texmelucan, al penetrar por la loma poniente, puede advertir la enhiesta torre aislada, alta, de base cuadrangular, coronada por la bóveda hemisférica, cuya potente y privilegiada voz de su gran campana envuelve en ondas de grave sonido a toda la ciudad".
La construcción data de 1537, atribuyéndose su fundación a Fray Martín de Valencia, quien fue guardián del mismo durante cuatro años. El conjunto arquitectónico tiene un valor histórico, por constituir uno de los cuatro primeros monasterios construidos en el continente americano. Mérito suficiente para ser admirado y conservado. Pero además destaca el lujoso artesonado o alfarje de la nave mayor de la iglesia, que es uno de los escasos exponentes del arte mudéjar en América, por lo que se le considera una de las joyas del arte colonial.
Un paso oculto sobre las arcadas de la calzada une al convento con el aislado campanario. Al continuar el recorrido se llega a la portería que se integra de otros tres arcos que dan hacia el poniente. Su aspecto sobrio indica que su construcción se debe a alarifes indígenas. 
El escudo con el león de Castilla, que aprisiona entre las zarpas delanteras a un águila, se encuentra frente a los arcos de la portería, y por la inscripción de 1629, deducimos que conmemora el centenario de la construcción de tan magnífica obra. Los amplios salones y corredores sirven hoy al Museo Regional de Tlaxcala.
La fachada de la catedral es austera y sencilla; el material es cantera de forma rectangular. El acceso consiste en un arco de medio punto, sostenido por pilastras y un alfíz enmarcado por un cordón franciscano. En la parte superior se ve la ventana del coro, alargada y flanqueada por columnillas estriadas de reminiscencia gótica; sobre esta se observan dos parejas de baquetones y un remate a manera de una cubierta de teja, color rojo y dos gárgolas a sus extremos. Dos gruesas pilastras a modo de jambas soportan el arco de ingreso y el alfíz que lo encuadra. Al pasar al interior de la iglesia y levantar la vista, se encontrará el viajero con el techo labrado del sotocoro, del que Angulo Iñiguez ha expresado: " El alfarje más rico al parecer es el de San Francisco de Tlaxcala. El artesonado de la nave presenta faldones lisos, mientras que el del harneruelo se encuentra cubierto de lacerías, con estrellas de a ocho en la labor ataujerada". Los tirantes se revisten también de lazos, en tanto que la decoración del arrocaba, y de los canes es ya de tipo clásico. La talla se atribuye al carpintero sevillano López de Arana, quien la ejecutó en el siglo XVIII, bajo el mecenazgo de don Diego de Tapia, quien también mandó edificar la hermosa capilla del Tercera Orden, que conserva bellos muebles tallados en madera, así como la pila de cuyas aguas se dispuso para bautizar a los cuatro senadores de Tlaxcala, además del primer púlpito de América.

### Ex-convento de Nuestra Señora de las Nieves (Totolac)
Data aproximadamente por el año de 1569, pero el establecimiento se menciona por vez primera en 1585, cuando era solo una casa de visita habitada por dos frailes y sin iglesia. Perteneció un tiempo a los frailes recolectores o recoletos, y se incorporó posteriormente a la jurisdicción de Tepeyanco La importancia histórica del lugar radica en que el 6 de julio de 1591, por órdenes del rey Felipe II y el Papa Gregorio XIV, un grupo de 400 familias tlaxcaltecas partió a colonizar el norte de la Nueva España, lo que se conmemora anualmente con una obra teatral. El conjunto se abandonó en 1667 y hoy está en ruinas, pero son destacables la torre exenta y una pequeña cúpula.

### Ex-convento de Santa María de la Concepción (Atlihuetzia)
Este templo fue trazado por Hernán Cortés en 1523. La época de su construcción fue durante el siglo XVI. Sus materiales en muros indican que este templo fue construido en diferentes etapas. Por los restos de mechinales que existen en el sotocorro se nota que el coro se apoyaba en viguería. 
Conserva aún capilla abierta y arquería, a la izquierda de esta se localiza el panteón municipal. En una época fue convento franciscano. Cuenta con inscripciones muy antiguas y solo el templo y la capilla quedan de este conjunto conventual franciscano. La destrucción de la techumbre fue en 1725. La torre del convento fue derribada por un ciclón en julio de 1882. La fachada principal es aparente, los muros son de piedra, tepetate y ladrillo, tienen un espesor estos muros de 1.40 m.